# Edams Museum
Het Edams Museum is een museum in de de Noord-Hollandse plaats Edam. Het museum is gevestigd in het Steenen Coopmanshuys aan het Damplein en heeft een dependance in het voormalige Raadhuis van Edam. Het museum is in 1895 opgericht.

## Geschiedenis
Het Steenen Coopmanshuys is het oudste stenen huis van Edam. Het werd omstreeks 1450-1550 gebouwd. In de 17e eeuw werd er een nieuw interieur geplaatst, dit interieur is daarna nauwelijks gewijzigd. Het pand bleef in particulier eigendom tot 1893, toen het door de gemeente Edam werd aangekocht. Het gebouw werd na het overlijden van de laatste bewoner openbaar geveild. De veiling vond op 8 augustus 1893 plaats. Omdat Edam sloop als een reëel gevaar zag, kocht het zelf (met behulp van een lening) het pand.
Het woonhuis bevond zich in een zwaar verwaarloosde toestand, waardoor restauratie noodzakelijk was. Na de aankoop werd architect Pierre Cuypers daartoe aangetrokken. Mogelijk was Victor de Stuers in zijn functie als onderminister van Kunsten en Wetenschappen betrokkenen bij de bemiddelingen. De directeur van de Gemeentelijke Teekenschool heeft ook enige tijd met zijn gezin op de etages gewoond. Na restauratie werd het pand in 1895 in gebruik genomen als geschiedenismuseum voor de stad Edam. Onder andere kunstenaar W.O.J. Nieuwenkamp was bij de oprichting van het museum betrokken. In de jaren 1950 werd het pand opnieuw gerestaureerd. Leidinggevend architect was toen Kees Royaards, hoofdarchitect van de Rijksdienst voor de Monumentenzorg.

## Collectie
In de collectie bevinden zich drie levensgrote schilderijen van bekende inwoners uit Edam: Trijntje Keever (de Lange Meid), Jan Claeszoon Claes (de Dikke Kastelijn) en Pieter Dirkszoon (Langbaard). Daarnaast bestaat de grafische collectie uit kaarten, gravures, houtsneden, opticaprenten, ontwerptekeningen en schetsen. Er zijn ook gedenkglazen en fotoalbums in de collectie opgenomen.

## Exterieur
Alle gevels zijn opgetrokken uit baksteen. De 16e-eeuwse voorgevel is gemaakt in een rijke renaissancestijl en heeft natuurstenen kozijnen. Op de hoeken van de gevel zijn aanzetten voor pinakels geplaatst. De bovenste trede van de trapgevel springt naar voren en is afgedekt door een geschulpte natuurstenen plaat. Cuypers heeft voorgesteld om de aanzetten te gebruiken om er volledige pinakels op te plaatsen. Op de bovenste trede had hij een beer met het wapen van Edam bedacht.
De achtergevel is sober.

## Interieur
In de voorkamer was van origine een winkel gevestigd, nu is het ingericht als lakense stoffenwinkel. Hiervandaan kon via een steile trap het comptoirke bereikt worden. Dit was gevestigd in een opkamer.
In de achterkamer was de luxe kamer, met de keuken en de slaapvertrekken met bedsteden. De bedsteden waren te klein om in te kunnen liggen, de bewoners sliepen dus half zittend. In een van de bedsteden hangt een schilderijtje uit 1644 met daarop een overleden kindje. De achterkamer is later in het midden van de woning gekomen, omdat er een uitbouw kwam met daarin een chique achterkamer.
Op de verdiepingen bevond zich het pakhuisgedeelte, hier werd de koopwaar opgeslagen. De houten constructie is op deze verdiepingen goed zichtbaar. Op deze verdiepingen zijn door het museum tentoonstellingsruimtes ingericht. Op de eerste verdieping wordt de vaste, voornamelijk, maritieme collectie getoond.

### Drijvende kelder

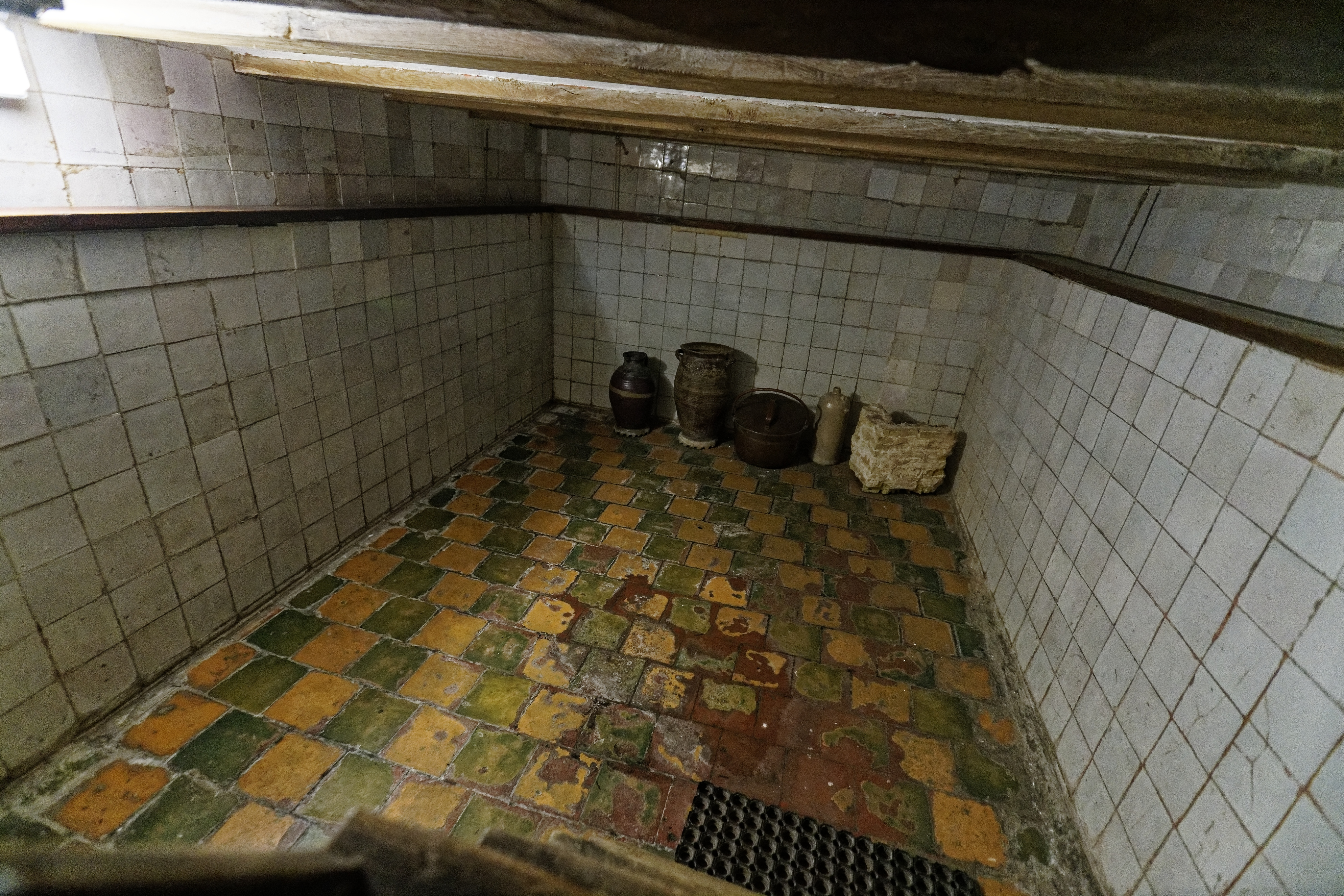
Interieur van de drijvende kelder

In de kelder van het gebouw bevindt zich een 'drijvende' kelder. De muren zijn van wit geglazuurde tegels voorzien en de plavuizen vloer van gele en groene geglazuurde tegels. Deze kelder drijft los van de muren van het pand, op het grondwater. Dit was noodzakelijk, omdat de kelder anders regelmatig onder water zou komen te staan doordat de Zuiderzee het grondwaterpeil tot aan de Damsluis kon beïnvloeden. Het huis staat ook in het buitenland enigszins bekend vanwege deze kelder.
Volgens een legende zou de drijvende kelder aangelegd zijn omdat de eigenaar een zeeman was met heimwee naar de zee en zo toch het klotsen van golven kon horen.